# Akai
Akai (jap. 赤井, wym. [a̠ka̠i]) – były japoński, teraz singapurski producent sprzętu elektroniki użytkowej, należący do Grande Holdings.

## Historia
Firma powstała w 1929 r. jako japońskie przedsiębiorstwo. Pierwotnie do asortymentu firmy należały magnetofony szpulowe, kasetowe, wzmacniacze audio, magnetowidy oraz głośniki. Wiele z produktów sprzedawane było w USA pod marką Roberts oraz A&D w Japonii. Pod koniec lat 60. Akai wraz z firmą Tandberg wprowadziło innowacyjny na owe czasy sposób zapisu dźwięku, pozwalający rejestrować szerszy zakres wysokich częstotliwości. W okresie lat 80. Akai było czołowym producentem magnetowidów. W latach 90. firma zmniejszyła swój asortyment sprzętu Hi-Fi. Pod koniec 2004 r. Akai Corporation z powodu bankructwa, zostało przejęte przez Grande Group.

### Technologia wyświetlania funkcji na ekranie TV (OSD)
Na początku lat 80. firma Akai zajęła się opracowaniem systemu upraszczającego interakcje pomiędzy urządzeniami a użytkownikiem. W wyniku przeprowadzonych prac badawczych w 1982 roku firma zaprezentowała ten innowacyjny system, pierwotnie nazwany Interactive Monitor System, w swoim konsumenckim magnetowidzie VHS Akai VS-2. Wprowadzenie tego systemu w znacznym stopniu uprościło typowe zadania eksploatacyjne takie jak strojenie i programowanie tunera, programowanie zegara, timera itp. Warto też zaznaczyć, że pomysł spotkał się z uznaniem konsumentów i został w późniejszych latach wprowadzony w wielu urządzeniach elektronicznych przez innych wytwórców. Niemal wszystkie obecnie produkowane urządzenia RTV korzystają z różnych implementacji tej technologii.

### Akai Professional

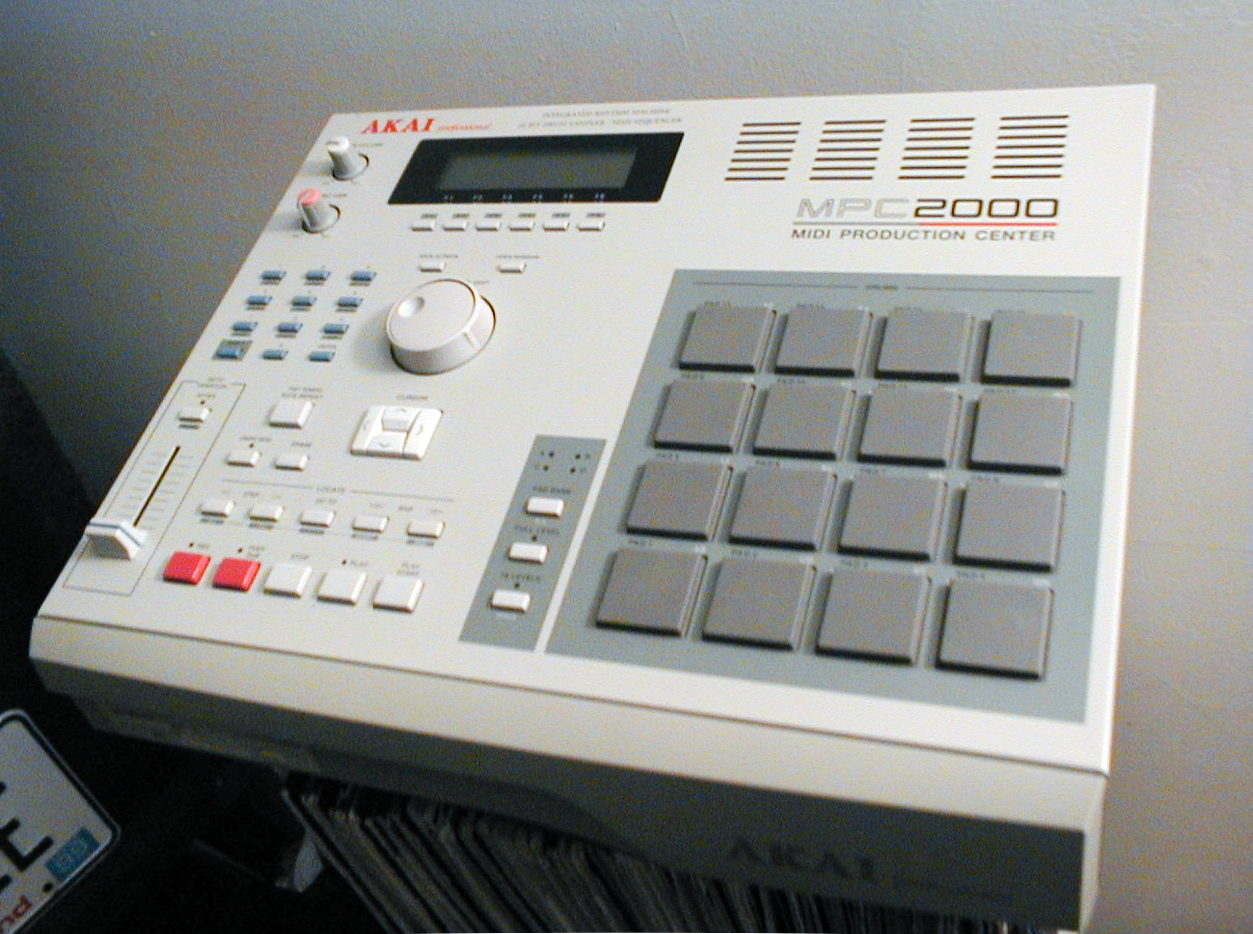
Sampler Akai MPC2000

W 1984 r. został utworzony nowy oddział firmy, nastawiony na produkcję oraz sprzedaż elektronicznych instrumentów muzycznych. Oprócz nazwy Akai Professional stosowana była również Akai Electronic Musical Instruments Corporation. Pierwszym produktem nowej filii był 12-bitowy, cyfrowy sampler oznaczony jako S612. Kolejnym wczesnym produktem był AX-80 – syntezator analogowy. W 1985 r. zaprezentowano MG1212, 12-ścieżkowy rejestrator. W roku 1986 wypuszczono serie profesjonalnych samplerów, na czele której stał model S900. Prawdziwą furorę zrobiła jednak seria MPC – sampler, sekwencer i pady czułe na nacisk w jednym – sprzęt ten stał się wręcz kultowym w środowisku hip-hop. W 2004 r. Akai Professional nabyte zostało przez Numark Industries.

## Asortyment
Na początku 2003 r. firma zaczęła rozprowadzać pod swoją marką sprzęt video wyprodukowany przez Samsunga. W tym samym roku wkroczono również na rynki sprzętu AGD oraz HVAC.

### Akai

#### Sprzęt RTV

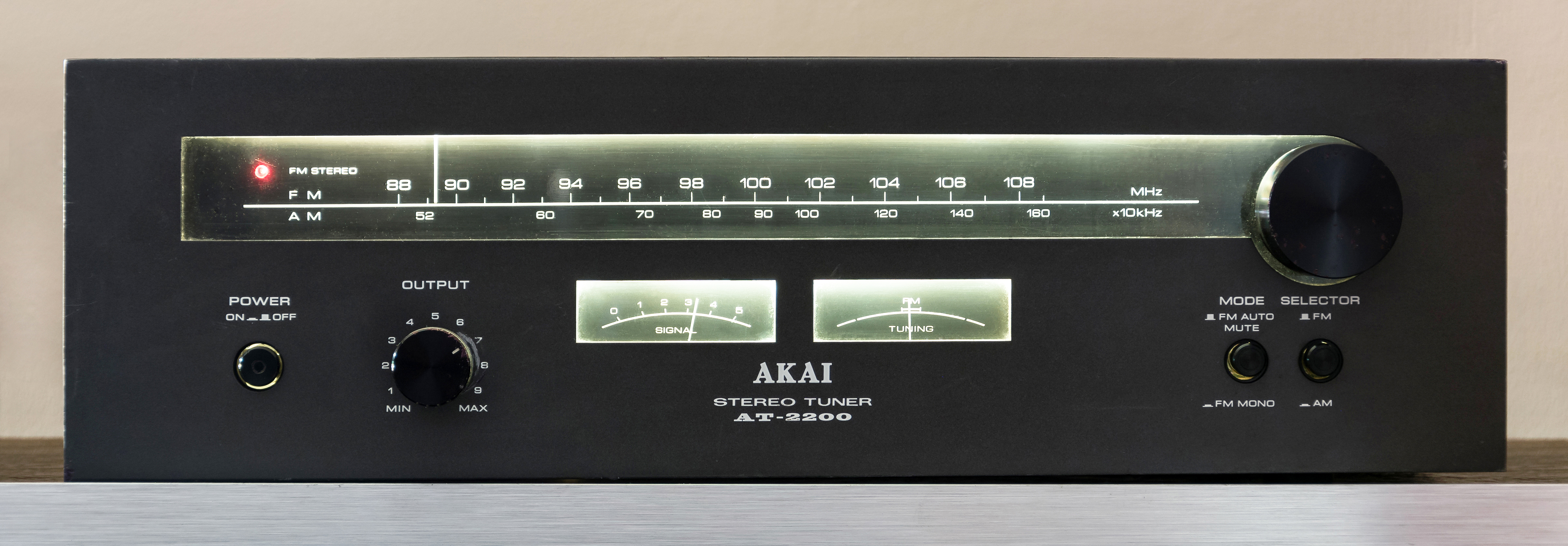
Tuner Akai AT-2200

- Magnetofony
- Magnetowidy
- Odtwarzacze DVD
- Odtwarzacze VCD
- Przenośne odtwarzacze MP3
- Radiobudziki
- Telewizory
- Urządzenia Bluetooth
- Wzmacniacze
- Zestawy głośnikowe
- Zestawy kina domowego

#### Sprzęt AGD
- Chłodziarki
- Grzejniki
- Klimatyzatory
- Kuchenki mikrofalowe
- Odkurzacze
- Wentylatory

### Akai Professional
- Kontrolery MIDI
- Procesory efektowe
- Samplery (obecnie nie wytwarzane)
- Stacje robocze MPC – MIDI Production Center
- Wieloślady cyfrowe
- Wtyczki VST (obecnie nie wytwarzane)